# Samostan Ahtala
Samostan Ahtala (armensko: Ախթալայի վանք; gruzinsko: ახტალის ტაძარი), znan tudi kot Pghindzavank (armensko: Պղնձավանք samostan bakrovega rudnika) je samostan Armenske apostolske cerkve iz 10. stoletja, ki stoji v kraju Ahtala v provinci (marz) Lori, 185 kilometrov severno od Erevana. Samostan je trenutno neaktiven .  Trdnjava je igrala pomembno vlogo pri zaščiti severozahodnih regij Armenije (Gugark) in je med najbolje  ohranjenimi od vseh v sodobni Armeniji. [3] Glavna cerkev v kompleksu je znana po zelo umetniških freskah, ki pokrivajo notranje stene, predelne stene in nosilce stavbe. Sodobno ime Ahtala je bilo prvič zabeleženo v kraljevem odloku iz leta 1438. Etimologija imena Ahtala naj bi bila turškega porekla, kar pomeni Bela jasa.Prvotno armensko ime naselja, kjer je bil zgrajen samostan, je bilo Pghindzahank, kar pomeni rudnik bakra.

## Trdnjava
Med letoma 1887 in 1889 je francoski arheolog Jacques de Morgan odkril 576 pravokotnih kamnitih grobov, skupaj s kulturnimi predmeti iz gline, brona in železa v bližini Ahtale iz 8. stoletja pred našim štetjem.  Naselje sodobnega Ahtala je bilo v 5. stoletju znano kot Agarak. Trdnjava je bila skoraj zagotovo zgrajena na temeljih bronaste in železne dobe. Zgradili so jo v poznem 10. stoletju Kjurikidi, ta veja Bagratidov izvira od Gurgark (ime se je v lokalnem narečju Gugark izgovarjalo Kjurikeh). Bil je sin zavetnikov samostanov  Sanahin in  Haghpat, ki stojita nedaleč od Ahtala, kralja Ašota III. Usmiljenega in kraljice Krosrovanuš. Gurgenova brata sta bila kralj Smbat II. Osvajalec in Gagik I., pod katerim je Bagratidsko kraljestvo Armenija doseglo vrhunec svoje blaginje. 
Ašot III. je ustanovil kraljestvo Lori (kraljestvo Tašir-Dzoraget) v Gugarku iz strateških razlogov in leta 982 ustoličil Gurgena . Gurgen je skupaj z bratom Smbatom upodobljen na skulpturah mecenov tako v Sanahinu kot v Hagpatu. Ko je kraljestvo Tašir-Dzoraget zaradi napadov Seldžukov padlo, so se Kjurikidi preselili v Tavuš in Mecnaberd, vendar so še naprej ohranjali vezi s svojo predniško trdnjavo in naseljem v Ahtali. Trdnjava je bila zgrajena na povišanem skalnem pomolu, obkroženem z globokim kanjonom s treh strani, ki tvorijo naravno zaščito. Nekoliko dostopnejši deli med klifi so ojačani s stolpi in obzidjem. Edini vhod v kompleks je na severni strani, zaščiten stolpi in obzidjem. Obzidje in stolpi trdnjave so zgrajeni iz modrikastega bazalta in apnene malte. Kjurikidi so do konca 12. stoletja postopoma izgubili svoj vpliv v okviru seldžuške vladavine.
Samostansko življenje je bilo oživljeno v Ahtali, ko so Zakaridi na čelu združenih gruzijskih in armenskih sil osvobodili večino Armenije. Zgodovinarja iz 13. stoletja Kirakos Gandzakeci in Vardan Arevelci  sta območje imenovala Pghndzahank (rudnik bakra) zaradi bogatih nahajališč bakra v okolici. Gandzakeci piše naslednje: »Ivane, brat, je prav tako umrl [tisto leto] in je bil pokopan v Pghndzahanku v bližini cerkve, ki jo je sam zgradil, vzel od Armencev in naredil kot gruzijski samostan.«
Pghndzahank je v 1180-ih letih postal last Ivane I. Zakarida. Medtem ko je bil Ivanov brat Zakare II., armenski apostol, je Ivane na gruzijskem dvoru sprejel gruzijsko pravoslavlje. Zakaridi-Mhargrdzeli so v gruzijsko pravoslavlje spremenili več samostanov na severu Armenije, viden primer je samostan Kobayr. S tem je Ivane okrepil svoj položaj na gruzijskem dvoru in pridobil vpliv med kalcedonskimi Armenci, ki so večinoma naselili severno in severozahodno Armenijo. Zakarijani so začeli izgubljati nadzor že v 1220-ih med katastrofalnimi mongolskimi invazijami na Gruzijo. Ivanov sin, Avag, je bil prisiljen priznati podrejenost mongolskemu vodji Čormakanu. Mongolska vladavina se je nadaljevala do leta 1340, ko so jo prekinila zaporedna osvajanja turških plemen. Turško pleme Kara Kojunlu je začelo napadati Kavkaz in do leta 1400 prevzelo nadzor nad večino Armenije. Njihovo vladavino so prekinila Timurjeva osvajanja. Ena od pečin, ki obkroža Ahtalo, je znana kot Lenktemur, poimenovan po Timurju, ki je po lokalni tradiciji pokopal eno od svojih žena pod pečino.
Od poznega 18. stoletja je samostan vzdrževal etnične Grke, ki so se naselili v Ahtali, da bi delali v rudnikih zlata in srebra. Gruzijski kralj Heraklij II. je leta 1763 iz Gümüşhaneja v Osmanskem cesarstvu v Ahtalo preselil približno 800 grških družin.. Grki so samostan imenovali Meramani. Grški rudarji so na samostanskih stenah pustili napise. Ahtala je v 19. stoletju prevzela armenska knežja družina Melikovs. Trenutno ima samostan romarske dni od 20. do 21. septembra. Ob tej priložnosti samostan obiščejo Armenci, Grki in Gruzijci. Grški veleposlanik Panayota Mavromičali je samostan obiskal 20. septembra 2006. Naprava za rudarjenje in predelavo rude v Ahtali je v jamo pod samostanom odlagala jalovino rudnika bakra. To je bilo opredeljeno kot grožnja lokalnim prebivalcem.

## Cerkev Surp Astvacacin
Glavna stavba samostanske zgradbe je cerkev Surp Astvacacin (sveta Mati Božja). Točen datum postavitve cerkve ni znan. Na splošno velja da je kompleks iz 11. do 13. stoletja, vendar je sedanja cerkev zgrajena na zgodnejših temeljih. Kirakos Gandzakeci omenja, da je bil Ivane Zakarjan pokopan v cerkvi leta 1227. Stepanos Orbelian se sklicuje na cerkev leta 1216. Sodobni raziskovalci datirajo stene znotraj cerkve na leto 1205–1216. Princesa Mariam, hči Gurgena II. (Kjurikeh II.), je leta 1188 zapisala na hrbtni strani hačkarja, ki so ga našli v kraju, imenovanem Ajor, ki meji na Ahtalo, kar se nanaša na gradnjo cerkve Matere Božje v Ahtali. Napis na hačkarju navaja naslednje: »Jaz, hči Kjurikeha, Mariam, v Pghndzahanku postavila Surp Astvacacin, to, ki jo častimo in se spominjajo v svojih molitvah«. Leta 1185 je Mariam zgradila narteks glavne cerkve v Haghpatu. Po nekaterih krajevnih izročilih je cerkev zgradil v 7. stoletju bizantinski cesar armenskega izvora Heraklij. Druga legenda predvideva, da je cerkev v 5. stoletju zgradil gruzijski kralj Vahtang I. Iberijski (Gorgasali). Ni nobenega razumnega dokaza, ki bi podpiral katero od zgodb.
Cerkev je imela križ, ki ga je, po ljudskem izročilu, uporabljal Janez Krstnik za krst Jezusa Kristusa. Vasak, oče princa Proša, naj bi dal to relikvijo Ivane Mhargrdzeliju, ki jo je pozneje za veliko vsoto prodal samostanu Noravank v Sjuniku.
Cerkev stoji na sredini ozemlja trdnjave vzdolž vzdolžne osi. Spada med tip kupolaste bazilike, kjer se nosilne stene povezujejo s stranskimi kapelami apside. Dva para obokov delita vzdolžno raztegnjeno molitveno dvorano na tri ladje, osrednja (z dvojnimi stranskimi kapelami) na vzhodni strani se konča z nizko stopnjevano, napol zaobljeno apsido, stranske kapele pa se končajo z zakristijami. Odlikuje jih elegantna ikonografija, bogastvo teme in raznolikost različnih barv (kjer prevladuje modra barva). Navpično os stavbe krona masivna kupola. Koničasta kupola s cilindričnim bobnom ni ohranjena. Poškodovana je bila med Timurjevo invazijo in popolnoma porušena leta 1784, ko je Avar, Omar kan, napadel Zakavkazje iz Dagestana. V 19. stoletju je kavkaški podkralj, knez Mihail Voroncov namesto prvotne kupole zgradil polsferično leseno kupolo, pokrito s pločevino. Kupola je bila obnovljena v sovjetskem obdobju.

## Freske
Freske so ena najboljših predstav bizantinske umetnosti zunaj tradicionalnih meja Bizanca. Večina poslikav s freskami je napisana v grščini. Freske so bile poslikane pod pokroviteljstvom atabega Ivane Mhargrdzelija med letoma 1205 in 1216. Med freskami in armenskimi miniaturnimi slikami iz evangelija Mugni iz 11. stoletja, so bile narisane vzporednice. Barvanje fresk je značilno za tipično bizantinsko umetnost, tematske rešitve pa so bolj armenske. Na stenskih poslikavah so upodobljeni novo in starozavezni prizori ter različni svetniki, vključno s svetim Gregor Razsvetiteljem. V kupoli, ki kaže Jezusa, je upodobljena velika podoba Device. Freska je bila močno poškodovana, preživeli so le njeni deli. Pod Devico je prikazano obhajilo, kjer je dvakrat upodobljen Jezus, na desni in levi, ki deli kruh z apostoli. Podobe apostolov Petra, Janeza evangelista, Pavla in Mateja so ohranjeni. Splošni krščanski svetniki so upodobljeni pod prizorom obhajila, med njimi papež Silvester, sveti Jakob sin Alfejev, sveti Janez Krizostom, Bazilik Veliki, Gregor Razsvetitelj, Jakob Mcbin, Klemen Rimski, Gregor Thaumaturgist, Ciril Aleksandrijski in Evzebij iz Cezareje. Freske na zahodni steni prikazujejo Nebeško kraljestvo. Na severni steni je prikazano Jezusovo sojenje kajafanskega velikega duhovnika in rimskega prokurista Poncija Pilata. Nekatere poslikave so bile obnovljene leta 1979. Loki, niše in stebri so tudi prekriti s freskami. 

## Druge strukture
Najbolj vidna zgradba po cerkvi Matere Božje je pravokotna kapela, postavljena ob njeni zahodni steni. Preostali del pročelja glavne cerkve je tik ob njej z slemensko streho. Ivane Mhargrdzeli in njegov sin Avak sta bila leta 1227 pokopana v notranjosti. Na severno steno glavne cerkve je pritrjena majhna konstrukcija z nagnjeno streho. Uporabljali so jo za shranjevanje svečanih predmetov. Na severozahodni strani samostana je enoladijska cerkev z dvokapno streho, ločena od glavne cerkve. Še ena stavba, ki ni preživela, je bila nekdaj ob njej. Na ozemlju trdnjave so raztresena številna propadajoča stanovanja in pomožne zgradbe, na primer dvonadstropna stavba, za katero se verjame, da je bila rezidenca stražarjev. Med večino samostanov srednjeveške Armenije obstajajo tradicionalne mreže tunelov, kripte, rezervoarji za vodo in vinske kleti. Nedaleč od samostana lahko najdemo še druge srednjeveške spomenike, kot so samostan Svete Trojice, cerkev svetega Jurija, spomenik izviru iz 13. stoletja, ruska kapela iz 19. stoletja, grška cerkev, pa tudi razni hačkarji in kapele.

## Znani stanovalci
Napisi iz bližnjih hačkarjih poudarjajo, da je samostan v 1240. letih vodil Petreh. Najbolj vidna osebnost, ki je prebivala v samostanu, je bil prevajalec in pisec Simon iz Pghndzahanka. Njegovi dnevniki so ohranjeni. Rodil se je leta 1188 in bil nekaj let duhovnik v samostanu, ko je prevajal bizantinsko teološko literaturo. Sodeloval je z drugim Armencem kalcedonske vere Minasom Sjunakjacom iz Trabzona. Leta 1227 je Simon združil zvezke del Gregorja iz Nise. Njegov dnevnik se glasi:
Leta 1227 sem dokončal knjigo škofa Gregorja iz Nise, saj je bil ohranjen stari izvod, ki ga je prevedel grešni in nezaslužni duhovnik Simon, ki je živel v Armeniji, blizu mesta Lore, v samostanu Svete Matere Božje v Pghndzahanku. Knjiga je bila prevedena v času vladavine atabega Ivane, ustanovitelja samostana, naj Bog podari njemu in njegovim sinovom dolgo življenje.
Simon je v armenščino prevedel tudi Elemente teologije Prokla Diadoha, Vodnjak modrosti Janeza Damaščana, Lestev božanskega vzpona Janeza Klimaka, Zgodovino Gruzije (Kartlis Chovreba) in Grški molilnik. Simon je v svojih dnevnikih tudi zapisal, da je prevajal le dela, ki prej niso bila prevedena v armenščino. Ugledni armenski filmski ustvarjalec 20. stoletja Sergej Parajanov je v samostanu posnel dve epizodi svojega filma Barva granatnih jabolk.

## Galerija
- Samostan Ahtala
- Glavni oltar cerkve in freske
- Freske na zahodni steni (spodaj levo)
- Freske na zahodni steni (sredina)
- Močno poškodovana slika Device, ki drži Jezusa
- Samostan Ahtala in obzidje
- Trdnjava in Surb Astvacacin, s cete
- Delno porušeno obzidjel
- Zahodna in južna fasada Surb Astvacacin
- Del zahodne fasade
- Del zahodne fasade
- Severna stena. Edini vhod v kompleks.
- Južna stran
- Pogled proti vratom
- Karta Ahtale (1886)